# Ferenc Mészáros
Ferenc Mészáros  (ur. 11 kwietnia 1950 w Budapeszcie, zm. 9 stycznia 2023) – były węgierski piłkarz występujący na pozycji bramkarza. Trener piłkarski.

## Kariera klubowa
Mészáros zawodową karierę rozpoczynał w 1970 roku w klubie Vasas SC z Nemzeti Bajnokság I. W 1971, 1973 oraz 1980 zajmował z nim 3. miejsce w lidze, a w 1977 roku zdobył z nim mistrzostwo Węgier. W ciągu 11 lat w barwach Vasasu rozegrał 252 spotkania.
W 1981 roku Mészáros odszedł do portugalskiego zespołu Sporting CP. W 1982 roku zdobył z nim mistrzostwo Portugalii oraz Puchar Portugalii. W 1983 roku odszedł do drużyny SC Farense, również grającej w Primeira Divisão. Po roku powrócił na Węgry, gdzie został graczem ekipy Győri ETO. W 1985 roku wywalczył z nim wicemistrzostwo Węgier.
W 1987 roku Mészáros ponownie wyjechał do Portugalii, gdzie podpisał kontrakt z Vitórią Setúbal. W 1989 roku zakończył tam karierę. Potem został trenerem, a jedynym klubem jaki prowadził był Vasas SC, gdzie pracował w latach 1989–1990.

## Kariera reprezentacyjna
W reprezentacji Węgier Mészáros zadebiutował 26 września 1973 roku w zremisowanym 1:1 towarzyskim meczu z Jugosławią. W 1978 roku został powołany do kadry na mistrzostwa świata. Zagrał tam w pojedynku z Włochami (1:3). Z tamtego turnieju Węgry odpadły po fazie grupowej.
W 1982 roku Mészáros ponownie znalazł się w kadrze na mistrzostwa świata. Wystąpił na nich w meczach z Salwadorem (10:1), Argentyną (1:4) oraz Belgią (1:1). Tamten mundial Węgry zakończyły na fazie grupowej. W latach 1973–1988 w drużynie narodowej Mészáros rozegrał w sumie 29 spotkań.